# Apodanthera anatuyana
Apodanthera anatuyana är en gurkväxtart som först beskrevs av Mart. Crov., och fick sitt nu gällande namn av R. Pozner. Apodanthera anatuyana ingår i släktet Apodanthera och familjen gurkväxter. Inga underarter finns listade i Catalogue of Life.